# Kaoru (artist)
Kaoru, född 17 februari 1974 i Hyōgo prefektur, är ledare och gitarrist i rockbandet Dir en grey. Hans stora inspiration var hide från X-Japan, som han skrev ett brev till när han var tonåring och fick svar på. Sen producerade X-japans ledare och trummis Yoshiki deras första Major skiva (Gauze, något som säkrade deras framtid och sköt upp dem till toppen. Det är Kaoru som håller ihop hela gruppen och ger dem stöd och tröst i svåra tider. Han är målmedveten och inte rädd för att utforska nya sidor av musiken. Han är oftast den som skriver själva musiken i Dir en grey och har det sista ordet när det gäller diskussioner och ev. planer för förändringar i bandet.

## Diskografi
- Missa
- Gauze
- Macabre
- Kai
- Kisou
- Six Ugly
- Vulgar
- Withering to death
- THE MARROW OF A BONE